# Bretagnes flagga

Kroaz du (bretonska: Svarta korset) är en gammal flagga som använts i Bretagne sedan 1400-talet.

Bretagnes flagga (på bretonska Gwenn-ha-du, på svenska Vit och svart) är Bretagnes officiella flagga sedan 30 juni 1997. Den består av nio horisontella ränder, fem svarta och fyra vita, samt en kanton med elva hermeliner i tre rader. Den används i Bretagne och även i Loire-Atlantique, som en gång var del av Bretagne, men nu del av regionen Pays-de-la-Loire. De nio ränderna representerar de nio historiska regionerna i Bretagne. De vita för de regioner där man talade gallo och de svarta för där man talade bretonska. Hermelinen som symbol har använts i Bretagne av regenter sedan 1200-talet och vitt och svart är även historiska färger för Bretagne. Flaggan skapades 1923 av Morvan Marchal, en bretonsk arkitekt och grundare av den nationalistiska rörelsen Breiz Atao. I dag används flaggan i många sammanhang, och kan ses på de flesta stadshus.